# Howard Komives
Howard K. Komives (Toledo, 9 maggio 1941 – Toledo, 22 marzo 2009) è stato un cestista e allenatore di pallacanestro statunitense, professionista nella NBA.

## Carriera
Venne selezionato dai New York Knicks al secondo giro del Draft NBA 1964 (13ª scelta assoluta).

## Statistiche

### NBA

#### Regular Season
| Anno      | Squadra         | PG  | PT | MP   | TC%  | 3P% | TL%  | RP  | AP  | PRP | SP  | PP   |
| --------- | --------------- | --- | -- | ---- | ---- | --- | ---- | --- | --- | --- | --- | ---- |
| 1964-1965 | N.Y. Knicks     | 80  | -  | 29,7 | 37,4 | -   | 83,5 | 2,4 | 3,3 | -   | -   | 12,2 |
| 1965-1966 | N.Y. Knicks     | 80  | -  | 32,7 | 39,1 | -   | 86,1 | 3,5 | 5,3 | -   | -   | 13,9 |
| 1966-1967 | N.Y. Knicks     | 65  | -  | 35,1 | 40,4 | -   | 85,8 | 2,8 | 6,2 | -   | -   | 15,7 |
| 1967-1968 | N.Y. Knicks     | 78  | -  | 21,3 | 36,9 | -   | 82,0 | 2,2 | 3,2 | -   | -   | 7,7  |
| 1968-1969 | N.Y. Knicks     | 32  | -  | 26,1 | 34,6 | -   | 84,9 | 3,0 | 4,3 | -   | -   | 9,0  |
| 1968-1969 | Detroit Pistons | 53  | -  | 32,6 | 40,9 | -   | 77,5 | 3,8 | 5,0 | -   | -   | 12,9 |
| 1969-1970 | Detroit Pistons | 82  | -  | 29,5 | 41,3 | -   | 81,2 | 2,4 | 3,8 | -   | -   | 11,2 |
| 1970-1971 | Detroit Pistons | 82  | -  | 23,6 | 38,5 | -   | 80,1 | 1,9 | 3,2 | -   | -   | 8,2  |
| 1971-1972 | Detroit Pistons | 79  | -  | 26,2 | 37,3 | -   | 80,8 | 2,2 | 3,7 | -   | -   | 8,7  |
| 1972-1973 | Buffalo Braves  | 67  | -  | 21,9 | 38,0 | -   | 86,7 | 1,8 | 3,6 | -   | -   | 6,1  |
| 1973-1974 | K.C. Kings      | 44  | -  | 18,9 | 40,6 | -   | 86,8 | 1,0 | 2,2 | 0,7 | 0,1 | 4,3  |
| Carriera  | Carriera        | 742 | -  | 27,2 | 38,8 | -   | 83,0 | 2,4 | 4,0 | 0,7 | 0,1 | 10,2 |

#### Playoffs
| Anno     | Squadra     | PG | PT | MP   | TC%  | 3P% | TL%  | RP  | AP  | PRP | SP | PP   |
| -------- | ----------- | -- | -- | ---- | ---- | --- | ---- | --- | --- | --- | -- | ---- |
| 1967     | N.Y. Knicks | 4  | -  | 32,0 | 27,1 | -   | 76,9 | 2,8 | 3,8 | -   | -  | 10,5 |
| 1968     | N.Y. Knicks | 6  | -  | 22,5 | 34,1 | -   | 66,7 | 2,3 | 3,8 | -   | -  | 5,7  |
| Carriera | Carriera    | 10 | -  | 26,3 | 30,1 | -   | 73,7 | 2,5 | 3,8 | -   | -  | 7,6  |

## Palmarès
- NCAA AP All-America Third Team (1964)
- NBA All-Rookie First Team (1965)